# ماكسيم كازانكوف
ماكسيم كازانكوف (20 مارس 1987 بعشق آباد في تركمانستان - ) هو لاعب كرة قدم تركماني وروسي في مركز الوسط. لعب مع لوخ إينيرجيا فلاديفوستوك ونادي أورينبورغ ونادي لوكوموتيف طشقند ونادي دينامو سانت بطرسبرغ ‏ وسوكول ساراتوف ‏ وFC Domodedovo Moscow ‏ وFC Zenit-Izhevsk ‏ وFC Torpedo-ZIL Moscow (2003) ‏ ونادي ساتورن رامنسكوي.

## روابط خارجية
- ماكسيم كازانكوف على موقع قاعدة بيانات كرة القدم.إي يو (الإنجليزية)
- ماكسيم كازانكوف على موقع Soccerway.com (الإنجليزية)